# Pampangan
Pampangan ili Karapampangan je sedma po veličina etnička skupina na Filipinima.
Ima ih oko 2,5 milijuna i uglavnom žive u pokrajinama Pampanga i Tarlac na otoku Luzon.
Predstavljaju potomke doseljenika koji su govorili austronezijskim jezicima te emigrirali iz Azije na Filipine tijekom Željeznog doba.
Karapampagan su poznati po tradiciji prihvaćanja stranih kultura, zbog čega su se od svih filipinskih domorodaca najmanje opirali španjolskim kolonijalistima te kao jedni od prvih prihvatili katoličanstvo. Kod njih tradiciju predstavlja i miješanje s drugim narodima, zbog čega među današnjim Pampanganima ima dosta potomaka španjolskih vojnika iz naroda Nahuatl dovedenih iz Meksika, kao i ljudi koji su po rasnim obilježjima mestici. U 20. st. Pampagani su prosperirali zbog toga što je na njihovom području bila smještena zrakoplovna baza Clark. Zbog toga danas dosta Pampangana ima bjelačka i crnačka obilježja, jer je bilo dosta miješanja s pripadnicima američkih oružanih snaga.
Pampangan govore karapampanganškim jezikom.
Gloria Macapagal-Arroyo, trenutna predsjednica Filipina, Pampanganka je.